# Emidij Susič
Emidij Susič (tudi Emidio Sussi), slovenski sociolog, profesor, publicist, * 19. september 1940, Gorica. - 5. marec 2025, Trst.

## Življenje in delo
Emidij Susič se je rodil s priimkom Sussi, saj je morala družina nositi poitalijančeni priimek zaradi fašizma, a zaradi velikih birokratskih težav (nikjer ni bilo uradnega odloka o spremenjenem priimku, italijanska država ni več našla tistih aktov) mu je uspelo komaj leta 2023, da je pridobil nazaj originalni priimek svojih prednikov (velike zasluge ima pri tem sin Tomaž Susič).
Vsekakor se je Emidij Susič rodil v slovenski družini v Gorici, oče Jožef, občinski delavec, mati Jožefa (rojena Razpor), gospodinja. Slovenske osnovne šole je obiskoval v Gorici, tam je bil tudi gojenec Malega semenišča v Alojzijevišču, maturiral je na goriškem klasičnem liceju leta 1959. Med leti 1960 - 66 je bil prefekt v zavodu za gluhoneme v Milanu, nato v Alojzijevišcu v Gorici do leta 1968.  Diplomiral je leta 1969 z disertacijo o Jugoslovanski zunanji trgovini na Ekonomski fakulteti Katoliške univerze Srca Jezusovega v Milanu (Università Cattolica del Sacro Cuore). Leta 1969 se je oženil z Lučko Peterlin in se je preselil v Trst, odtlej je živel na Opčinah. Najprej (1969 - 70) se je zaposlil kot raziskovalec na Inštitutu za mednarodno sociologijo v Gorici (ISIG), nato med leti 1970 - 71 služboval kot občinski tajnik v Števerjanu. Leta 1973 je bil na dvotedenskem intenzivnem tečaju metodologije na Graduate Center of City University of New York. Istočasno je sprejel štipendijo na Fakulteti za politične vede tržaške Univerze (saj se je izredno zanimal za sociološke raziskave) in je med leti 1974 - 78 dobil tam pogodbo. Od 1. avgusta 1978 je na omenjeni tržaški fakulteti postal asistent za sociologijo etničnih odnosov, leta 1985 profesor, od akademskega leta 1985 - 86 je predaval metodologijo in tehniko družbenih raziskav, od 1988 - 89 pa še sociologijo etničnih odnosov. Medtem je bil v akademskem letu 1987 - 88 tudi suplent za sociologijo na Ekonomski fakulteti Univerze Ca' Foscari v Benetkah.
Susič se je zelo posvetil sociološki analizi narodnostnih in manjšinskih vprašanj, je aktiven sodelavec ISIG in SLORI (kjer je bil član raziskovalnega in upravnega odbora, več let pa tudi ravnatelj inštituta, po upokojitvi pa je častni član znanstvenega sveta SLORI) in v stalnem stiku z Inštitutom za sociologijo in s Fakulteto za sociologijo, politične vede in novinarstvo Univerze v Ljubljani. Sodeloval je tudi pri raziskavah, ki jih je naročila deželna uprava Furlanije - Julijske Krajine, je član Society for Slovene Studies v ZDA (kjer je sodeloval na zasedanjih leta 1982 v Washingtonu in leta 1987 v Bostonu).
Emidij Susič je mnogo pisal: knjige, razprave in članke (v slovenščini, italijanščini in angleščini). Mnogo je tudi predaval, nekajkrat tudi na Študijskih dnevih Draga, kamor je redno zahajal tudi kot poslušalec. Usmeril se je k empiričnemu raziskovanju različnih vidikov narodnostne problematike, goji pa tudi teoretično razmišljanje. Posvečal se je sociološki analizi narodnostnih in manjšinskih vprašanj.

## Pomembnejše publikacije
- Alcuni temi nella sociologia dei gruppi etnici [9]
- Ethnic relations and stereotypes in a multilingual border area: research report [10]
- L' emergenza della regione trans-frontaliera Alpe-Adria: transazioni "pubbliche" tra Carinzia, Croazia, Friuli-Venezia Giulia e Slovenia [11]
- La tutela della minoranza slovena nel Friuli-Venezia Giulia: brevi cenni sugli aspetti giuridici [12]
- Die Massenkommunikationsmittel und di nationalen Minderheiten [13]
- Sredstva množičnega obveščanja in narodnostne skupine [14]
- Dominanza e minoranza: immagini e rapporti enteretnici al confine nordorientale [15]
- L'autogestione e il problema degli anziani in R. S. Slovenia [16]
- Nota sulle conseguenze del Trattato di Osimo [17]
- Dominanza e minoranze: immagini e rapporti interetnici al confine nordorientale [18]
- Psycho-sociological aspects of relations among three ethnic groups: Slovenes, Italians and Friulians [19]
- Tiha asimilacija: psihološki vidiki nacionalnega odtujevanja [20]
- L'assimilazione silenziosa : dinamica psicosociale dell'assimilazione etnica [21]
- Komunikacijski tokovi med matico in manjšino [22]
- Množični mediji in narodnostne manjšine: empirična raziskava v Nadiških dolinah in Furlanski nižini [23]
- The case of the slovene minority in Italy [24]
- SLORI 20: Slovenski raziskovalni inštitut = Istituto sloveno di ricerche = Slovene Research Institute [25]
- La vitalità dei gruppi etnici: il caso degli Sloveni in Italia = Die Vitalität der Volksgruppen: die Slowenen in Italien [26]
- Maturanti goriških slovenskih šol 1946-1995: kulturne in socioekonomske značilnosti [27]
- Mladi, gospodarstvo, kultura: analiza stanja za razvoj slovenske manjšine v Italiji [28]
- Podoba našega otroka na Tržaškem [29]
- Raziskava o preverjanju izvajanja zaščite slovenske manjšine po 8. členu zakona št. 38/2001: [po nalogu Inštitucionalnega partitetnega odbora za probleme slovenske manjšine] [30]